# Regent van België
Een regent van België is een staatshoofd in België, met alle grondwettelijke rechten die aan een Belgische koning zijn toegekend, zoals de benoeming van ministers, het opperbevel van het leger en het ontvangen van geloofsbrieven van ambassadeurs. Ook het afkondigen en uitvoeren van wetten in regentsbesluiten behoren tot de bevoegdheden van de regent. Wat niet kan gebeuren tijdens een regentschap in België, is een wijziging van de Grondwet.
De onmogelijkheid te regeren kwam in het verleden driemaal voor. België kende daardoor drie regenten: Erasme Louis Surlet de Chokier (1831), Karel van België (1944-1950) en Boudewijn van België (1950-1951).

## Belgische Grondwet

### Situaties
Een regent bestuurt het koninkrijk België in drie situaties volgens de Belgische Grondwet: 1° bij minderjarigheid van de koning; 2° de onmogelijkheid van de koning om te regeren (bijvoorbeeld ziekte, dementie...); 3° afwezigheid van een vorst of de zogenaamde lege troon. Het regentschap wordt beëindigd, theoretisch alvast, als volgt:
- in de 1e situatie doordat de koning meerderjarig wordt en de grondwettelijke eed aflegt
- in de 2e situatie wanneer de onmogelijkheid te regeren van de zittende koning vervalt
- in de 3e situatie wanneer dankzij een keuze van het parlement een nieuwe koning de vacante troon bestijgt

### Bevoegdheden
De Grondwet kent 4 artikelen die handelen over de Regent (art 92-95):
- Art. 92 Indien, bij overlijden van de Koning, zijn opvolger minderjarig is, komen beide Kamers in verenigde vergadering bijeen, ten einde in het regentschap en in de voogdij te voorzien.
- Art. 93 Indien de Koning in de onmogelijkheid verkeert te regeren, roepen de ministers, na deze onmogelijkheid te hebben laten vaststellen, de Kamers dadelijk bijeen. Door de verenigde Kamers wordt in de voogdij en in het regentschap voorzien.
- Art. 94 Het regentschap mag slechts aan één persoon worden opgedragen. De Regent treedt eerst in functie nadat hij de bij artikel 91 voorgeschreven eed heeft afgelegd.
- Art. 95 Ingeval de troon onbezet is, voorzien de Kamers, samen beraadslagend, voorlopig in het regentschap totdat de geheel vernieuwde Kamers bijeenkomen; deze bijeenkomst heeft plaats uiterlijk binnen twee maanden. De nieuwe Kamers, samen beraadslagend, voorzien voorgoed in het bezetten van de troon.

## Regentschappen
De onmogelijkheid te regeren kwam in het verleden driemaal voor. België kende daardoor drie regenten: Erasme Louis Surlet de Chokier, Karel van België en Boudewijn van België.

### Regentschap Surlet (1831)

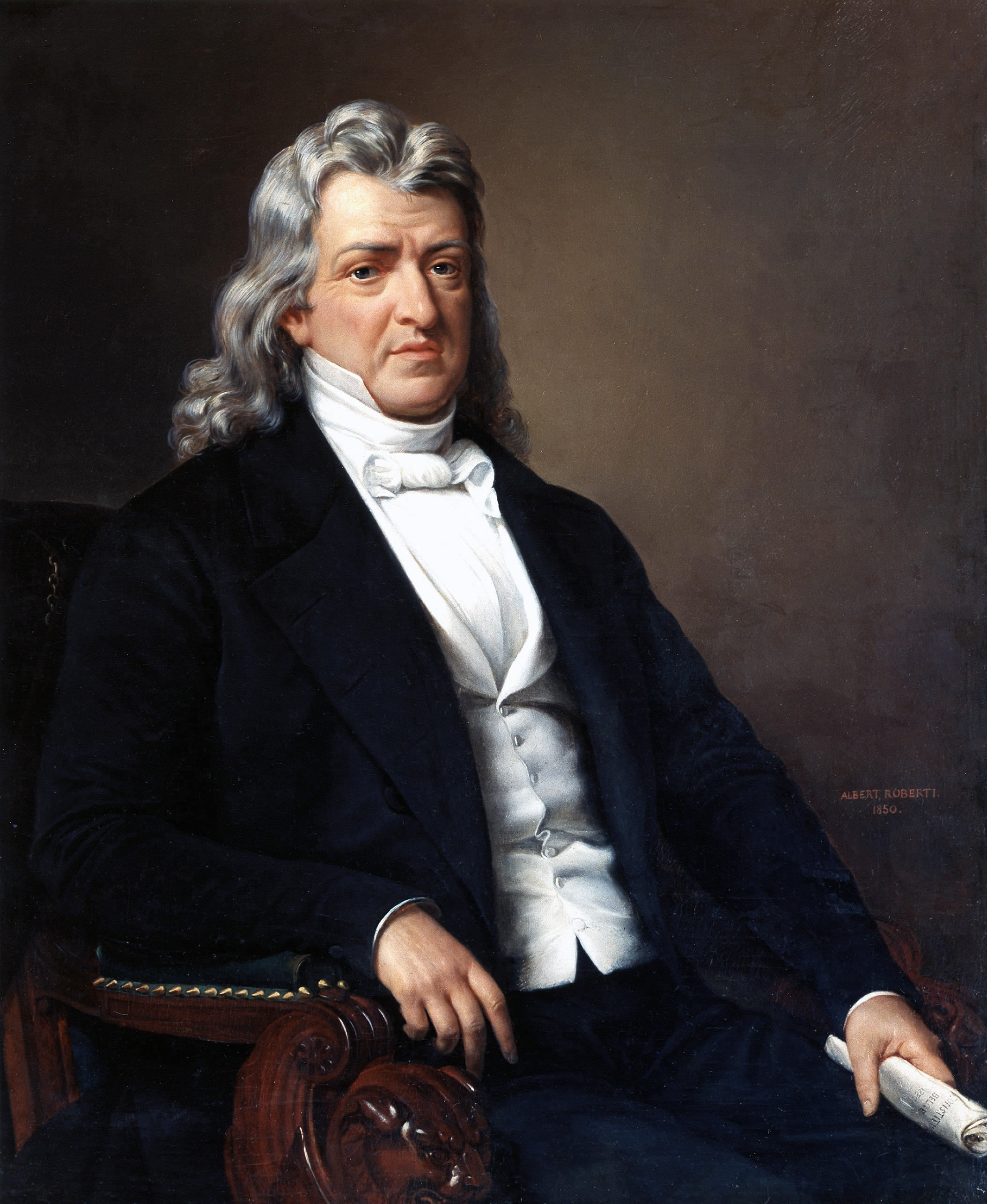
Surlet de Chokier, de eerste regent van België en daarmee het eerste staatshoofd van het land.

Erasme Louis Surlet de Chokier was een van de voorstanders om de hertog van Nemours Lodewijk van Orléans te verkiezen als koning van België. De verkiezing van deze kandidaat draaide echter op niets uit, omdat zijn vader koning Lodewijk Filips I van Frankrijk, onder druk van de grote mogendheden, deze benoeming afwees. Omdat het nog enige tijd duurde om een passende kandidaat te vinden voor het koningschap, besliste men om een regent aan te stellen. Hiervoor had Surlet de Chokier de gepaste kwaliteiten: zijn prestige als voorzitter van het Congres, het feit dat hij aanvaardbaar was voor links en rechts, geen slechte reputatie op internationaal vlak en niet te ambitieus, in tegenstelling tot de andere kandidaat Félix de Mérode.

#### Beleid
Op 24 februari 1831 werd hij verkozen als regent van België. Het land stond er echter niet goed voor. Er dreigde chaos: binnenlands trad er radicalisering op na de (mislukte) orangistische staatsgreep van Ernest Grégoire en Jacques Van der Smissen in februari-maart 1831, Vlaamse handelaars wilden een terugkeer naar Nederland en export naar de Nederlandse kolonies, Waalse industriëlen wilden een aanhechting bij Frankrijk, een goede klant van hun steenkool en wapens, internationaal lag het Verenigd Koninkrijk van Groot-Brittannië en Ierland dwars, omdat het een te grote toenadering tot Frankrijk vaststelde. Ondertussen werd het Voorlopig Bewind onpopulair vanwege de verslechterende economische toestand. In dit klimaat vervulde Surlet de Chokier zijn grondwettelijke functie op een uiterst voorzichtige en minimalistische wijze, uit respect voor de grondwet volgens de enen, uit onbekwaamheid volgens de anderen. Het was merkwaardig dat de regent geen wetgevende bevoegdheden had. Hij kon dus geen wetten afkondigen, een parlementair decreet van 24 februari 1831 verhinderde hem dat.
De toenadering van België tot het Verenigd Koninkrijk en de kandidatuur van Leopold van Saksen-Coburg voor het koningschap, was niet naar de zin van Surlet de Chokier. Hij was duidelijk voor een toenadering tot Frankrijk, maar hij kon er niets tegen ondernemen. Op 4 juni 1831 werd Leopold verkozen tot eerste koning van België. In de daaropvolgende weken uitte hij zijn pessimisme over de verdere evolutie. Hij vreesde oorlog, omdat hij dacht dat het Congres de XVIII artikelen niet zouden goedkeuren. Hij vond dat alleen aanhechting bij Frankrijk de vrede kon garanderen. Een Belgisch koninkrijk met Leopold als koning had weinig overlevingskansen, vond hij.

#### Einde
Het liep echter toch beter af dan Surlet de Chokier had gevreesd. Er kwamen enkele schermutselingen, maar geen oorlog, de XVIII artikelen werden goedgekeurd, Leopold aanvaardde de troon en op 21 juli 1831 legde hij de grondwettelijke eed af. Hiermee kwam er na vijf maanden een einde aan het regentschap. Surlet de Chokier werd uitvoerig bedankt voor de bewezen diensten en met een pensioen van tienduizend gulden per jaar naar Gingelom uitgewuifd.

### Regentschap Karel (1944-1950)

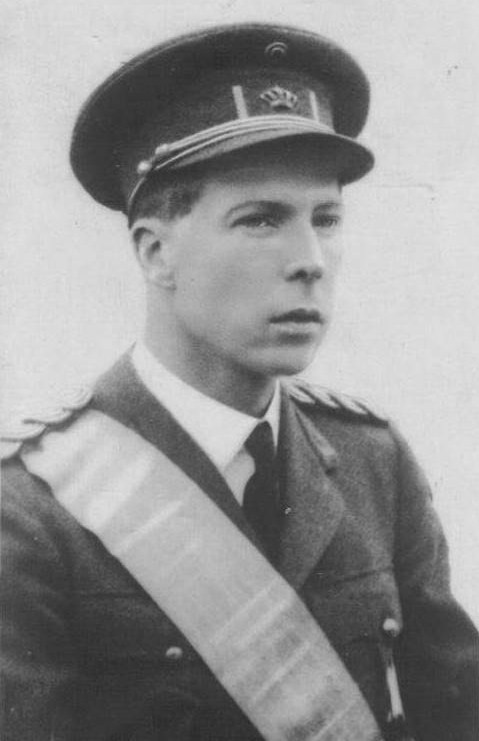
Karel van België, de tweede regent van België toen koning Leopold III niet in staat was om te regeren.

Karel, prins van België en graaf van Vlaanderen, was regent van 20 september 1944 tot 21 juli 1950. Aanvankelijk zou Karel opstappen wanneer zijn broer koning Leopold III werd bevrijd, maar het regentschap werd met vijf jaar verlengd, omdat een terugkeer van de koning naar België niet evident bleek te zijn.

#### Zoektocht
Toen koning Leopold III naar Duitsland werd weggevoerd, zocht men een regent voor het Koninkrijk. Dat het prins Karel werd, was niet vanzelfsprekend. Het Belgische parlement was namelijk niet verplicht het regentschap toe te vertrouwen aan iemand van de koninklijke familie. De enige andere verwant van de koning die in België verbleef, was zijn moeder, koningin Elisabeth, maar niemand dacht aan haar als regentes. Zij genoot wel respect, maar ze miste politiek inzicht en mensenkennis.
Voor de meesten was prins Karel tot dan een onbekende en zelf was hij zeer schuchter. De prins was tijdens de deportatie van zijn broer ondergedoken in de Ardennen. Hij verbleef de rest van de bezetting onder een schuilnaam op verscheidende plaatsen. Na de terugkeer van de regering-Pierlot wilde ze Karel opzoeken voor het regentschap, maar hij was toen nog altijd onvindbaar. Pas na contacten met mensen uit zijn entourage, die wisten waar hij was, verscheen hij op 11 september 1944 in Brussel.

#### Beleid
Op 20 september werd hij, door de Verenigde Kamers, verkozen tot regent van het koninkrijk. Op 21 september legde de prins-regent de grondwettelijke eed af. Na de Duitse capitulatie, op 7 mei 1945, werden Leopold III en zijn gezin in het Oostenrijkse plaatsje Strobl door de Amerikanen bevrijd. Leopold hoopte meteen naar België terug te keren, maar dat ging niet zomaar voor de regering. De regering-Van Acker stelde daarvoor voorwaarden, maar die wees Leopold af. Daardoor werd zijn “onmogelijkheid tot regeren”,  die aanvankelijk voor de duur zijn gevangenschap gold, op kunstmatige wijze verlengd. Karel bleef regent tot er een oplossing zou worden gevonden voor wat bekend raakte als de Koningskwestie.
Karel speelde de rol van staatshoofd goed en wordt weleens beschouwd als de redder van de monarchie. Hij was een uitstekend diplomaat en had zeer goede contacten met de Britse premier Winston Churchill en de andere geallieerde leiders. Door deze contacten was hij dé Belgische contactpersoon voor het Amerikaanse hulpplan voor Europa, het Marshallplan. Hij volgde trouw de beslissingen van zijn ministers, wat onder Leopold III niet altijd het geval was geweest. Overigens werd de regent met heel wat politieke crisissen geconfronteerd. In nog geen zes jaar moest hij liefst negen regeringen aanstellen. De prins was waarnemend staatshoofd op cruciale momenten in de geschiedenis: toen de Benelux in 1944, de VN in 1945, de NAVO in 1948 en de Raad van Europa in 1949, werden opgericht. Hij ondertekende verschillende bestuurlijke wetten die nu nog gelden: die over de Raad van State, de Sociale Zekerheid en het Vrouwenkiesrecht (1948).
Tijdens zijn regentschap ontving hij de Franse generaal Charles de Gaulle bij een triomfantelijk bezoek aan Brussel, net als de Nederlandse koningin Wilhelmina. Zelf bracht hij succesvolle bezoeken aan Verenigd Koninkrijk en de Verenigde Staten. De aanhangers van Leopold waren daar niet zo gelukkig mee. Ze meenden dat Karel zich te veel als het echte staatshoofd gedroeg, terwijl hij enkel de plaatsvervanger van zijn broer zou zijn. Zo was er kritiek omdat hij een bezoek bracht aan Belgisch-Congo. De Congolezen zouden volgens hen niet begrijpen dat er een andere Belgische "chef" was  dan de koning.

#### Einde

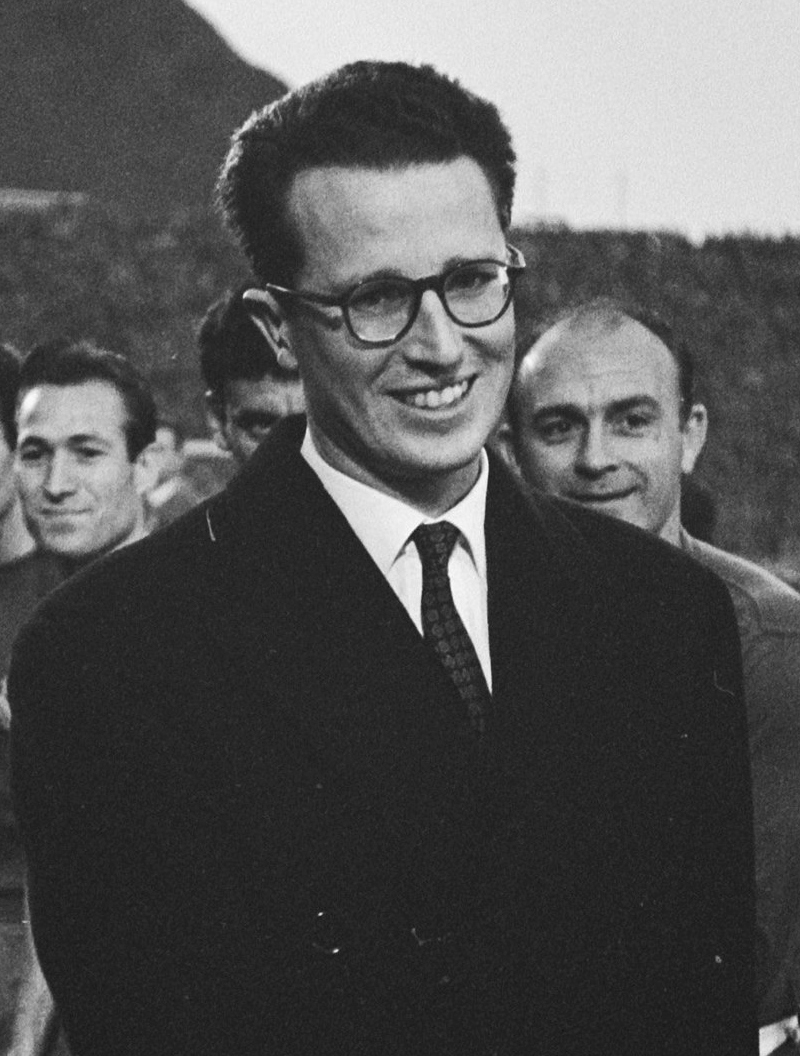
Kroonprins Boudewijn, de derde regent van België toen koning Leopold III verplicht werd om troonsafstand te doen.

De terugkeer van koning Leopold III leidde tot zware rellen. België kwam op de rand van een burgeroorlog en uiteindelijk moest Leopold dan toch aftreden. Op 21 juli 1950 maakte het Parlement een einde aan het regentschap. Tegenstanders van Leopold organiseerden een groot huldebetoon aan de prins-regent, waarbij duizenden mensen, voornamelijk socialisten, demonstreerden met portretten van Karel. Na het regentschap, trok hij zich terug uit het openbaar leven en ging op zijn domein in Raversijde, vlabij Oostende, wonen. Daar legde hij zich de volgende jaren toe op het tekenen en schilderen van portretten en vergezichten, onder de naam Karel van Vlaanderen.
Karel liet zich nooit meer zien in de aanwezigheid van de koninklijke familie. Met zijn broer kwam het nooit meer goed. In 1982 stuurde Leopold zijn broer een brief waarin hij hem verweet ernstige schade te hebben toegebracht, door je houding tegenover mij, aan het land, de dynastie, de familie... Zelf zei Karel dat hij als regent de brol (de monarchie) gered had, maar dat men hem daar niet voor heeft bedankt.

### Regentschap Boudewijn (1950-1951)
Door de hevige rellen in Grâce-Berleur op 30 juli 1950 vanwege de terugkeer van de koning in België en door zware politieke druk van de regering-Duvieusart werd Leopold III op 1 augustus verplicht om zijn functies over te dragen aan zijn zoon, kroonprins Boudewijn, en toe te stemmen om een jaar later, bij de meerderjarigheid van de prins, troonsafstand te doen. Op 11 augustus werd de kroonprins benoemd tot regent van België en koninklijke prins, een titel die niet in de Grondwet voorzien is. Een parlementair decreet van 10 augustus gaf alle bevoegdheden van koning Leopold III tijdelijk aan zijn zoon
Op 16 juli 1951 tekende Leopold zijn troonsafstand, en een dag later legde Boudewijn de eed af als vijfde koning der Belgen en liep het regentschap af. Boudewijn beloofde hierbij voor de verenigde Kamers om de Grondwet en de wetten van het Belgische volk te respecteren. De Belgen accepteerden Boudewijn als staatshoofd, terwijl de verbitterde Leopold III achter de schermen nog veel invloed behield.